# COA5
COA5 (англ. Cytochrome c oxidase assembly factor 5) – білок, який кодується однойменним геном, розташованим у людей на 2-й хромосомі. Довжина поліпептидного ланцюга білка становить 74 амінокислот, а молекулярна маса — 8 376.
| 10         |  | 20         |  | 30         |  | 40         |  | 50         |
| ---------- |  | ---------- |  | ---------- |  | ---------- |  | ---------- |
| MPKYYEDKPQ |  | GGACAGLKED |  | LGACLLQSDC |  | VVQEGKSPRQ |  | CLKEGYCNSL |
| KYAFFECKRS |  | VLDNRARFRG |  | RKGY       |  |            |  |            |

A: Аланін

C: Цистеїн

D: Аспарагінова кислота

E: Глутамінова кислота

F: Фенілаланін

G: Гліцин

K: Лізин

L: Лейцин

M: Метіонін

N: Аспарагін

P: Пролін

Q: Глутамін

R: Аргінін

S: Серин

V: Валін

Кодований геном білок за функцією належить до фосфопротеїнів. 